# Michalovce
Michalovce (Hongaars: Nagymihály, Duits: Großmichel, Romani: Nadymihaya) is een stad met bijna 40.000 inwoners in het oosten van Slowakije nabij de grens met Oekraïne en aan de rivier Laborec.

## Geschiedenis
De eerste bewoning van het gebied rond Michalovce was, voor zover bekend, in de late steentijd. De Slaven kwamen in de vijfde eeuw en het gebied was in de negende eeuw een deel van het Groot-Moravische Rijk en in de twaalfde eeuw werd het gebied ingenomen door het Koninkrijk Hongarije.
De eerste schriftelijke vermelding van Michalovce stamt uit 1244. De stad groeide in de achttiende en negentiende eeuw aanzienlijk en sinds 1867 heeft het de status van een grote gemeenschap en kort daarna werd het zetel van een van de districten van het graafschap Zemplín. Vanaf 1918 behoorde Michalovce tot Tsjecho-Slowakije en vanaf 1993 tot Slowakije. In 1996 werd het de zetel van het district Michalovce.
In 1910 was de meerderheid van de inwoners (ruim 60%) Hongaarstalig, tegenwoordig vormen de Hongaren met circa 100 zielen een zeer kleine minderheid.

## Stadsdelen
De gemeente Michalovce bestaat uit de volgende kernen. Tussen haakjes staat het jaar waarin het stadsdeel of dorp bij de gemeente werd gevoegd.
- Michalovce
- Stráňany (1925)
- Topoľany (1960)
- Močarany (1960)
- Vrbovec (1960)

## Sport
MFK Zemplín Michalovce is de betaaldvoetbalclub van Michalovce.

## Partnersteden
- Jarosław (Polen)
- Sátoraljaújhely (Hongarije)
- Villarreal (Spanje)
- Vyškov (Tsjechië)

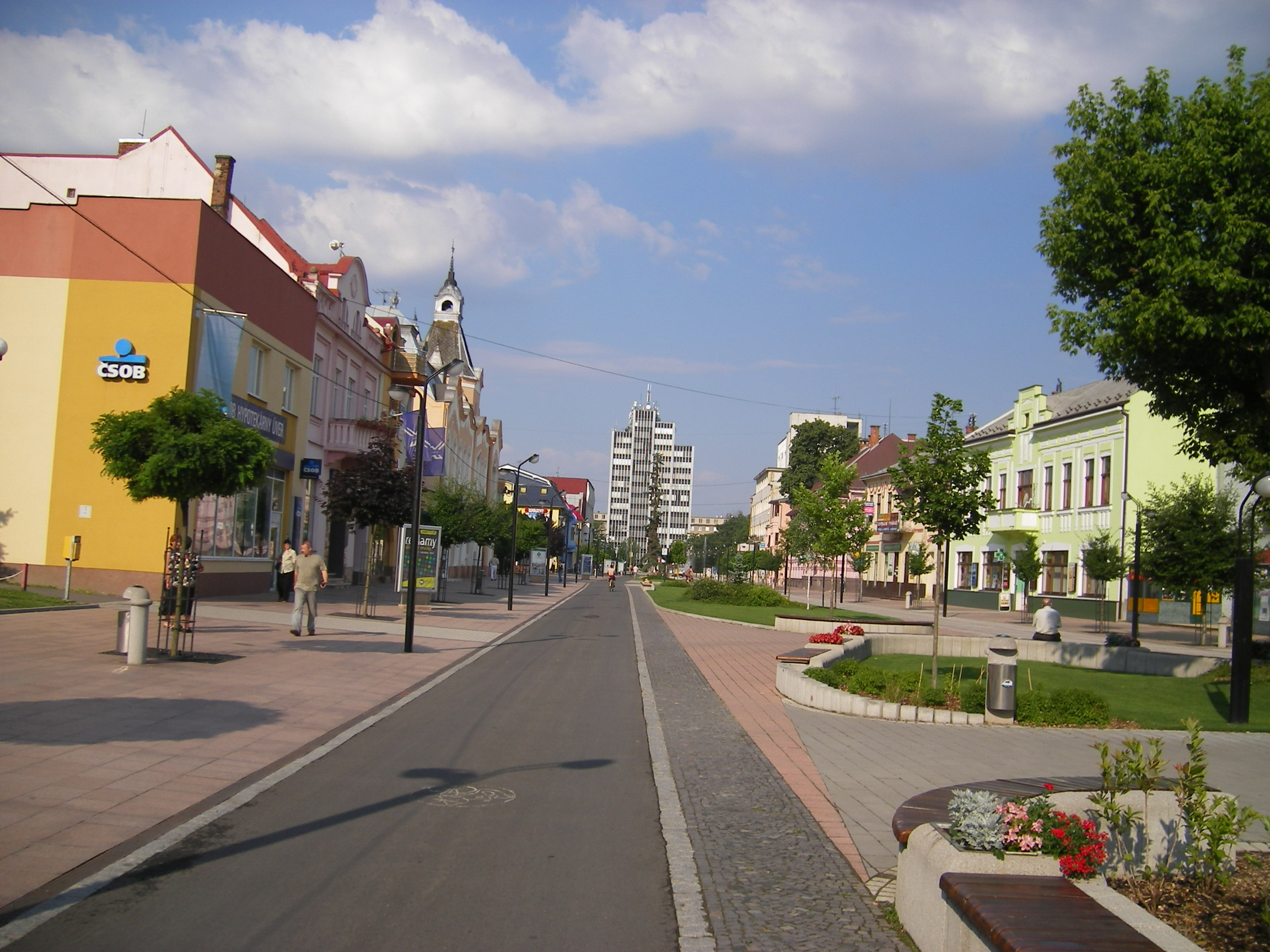
Plein Námestie Osloboditeľov
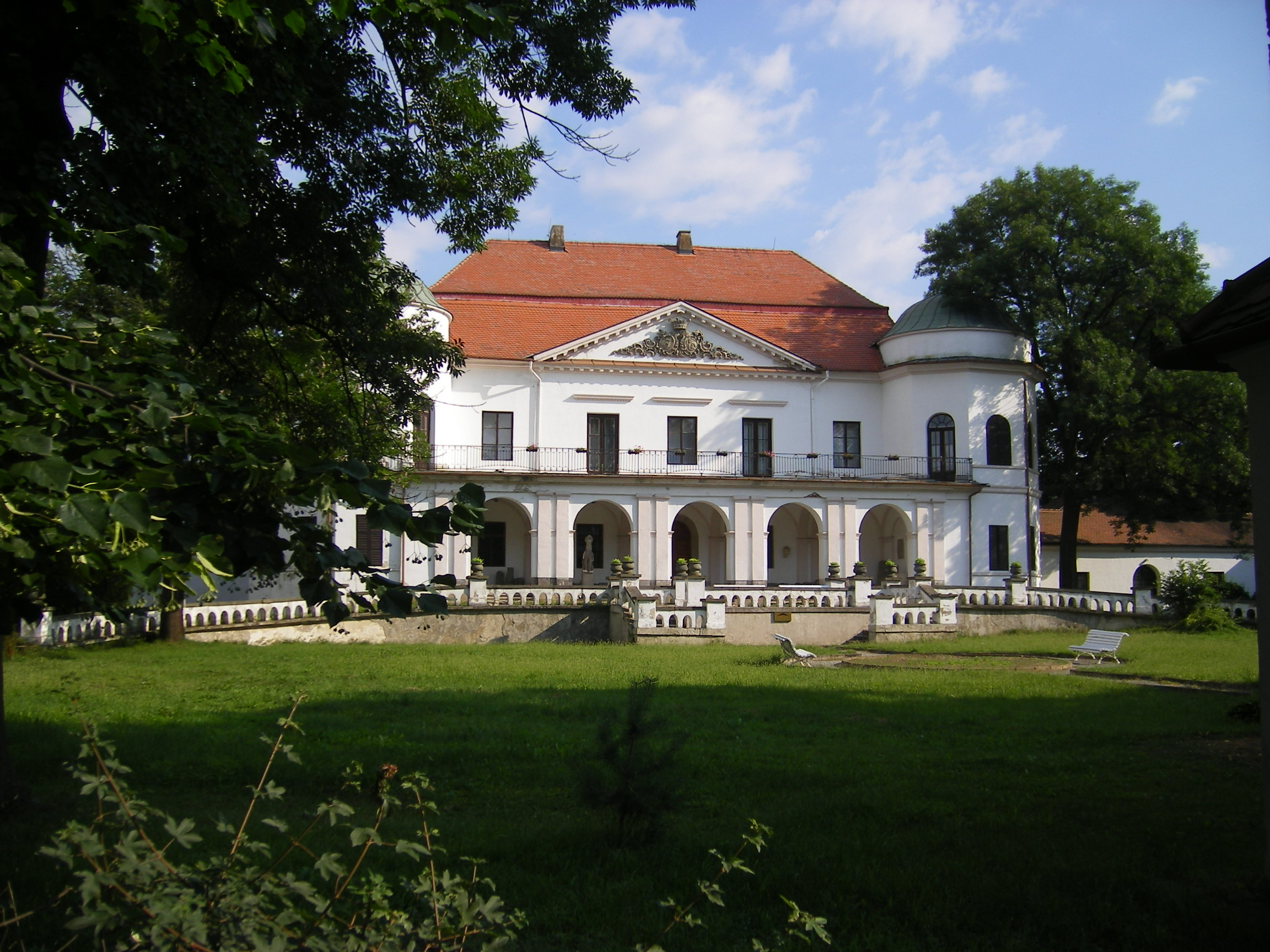
Burcht Sztáray (tegenwoordig Zemplín Museum)
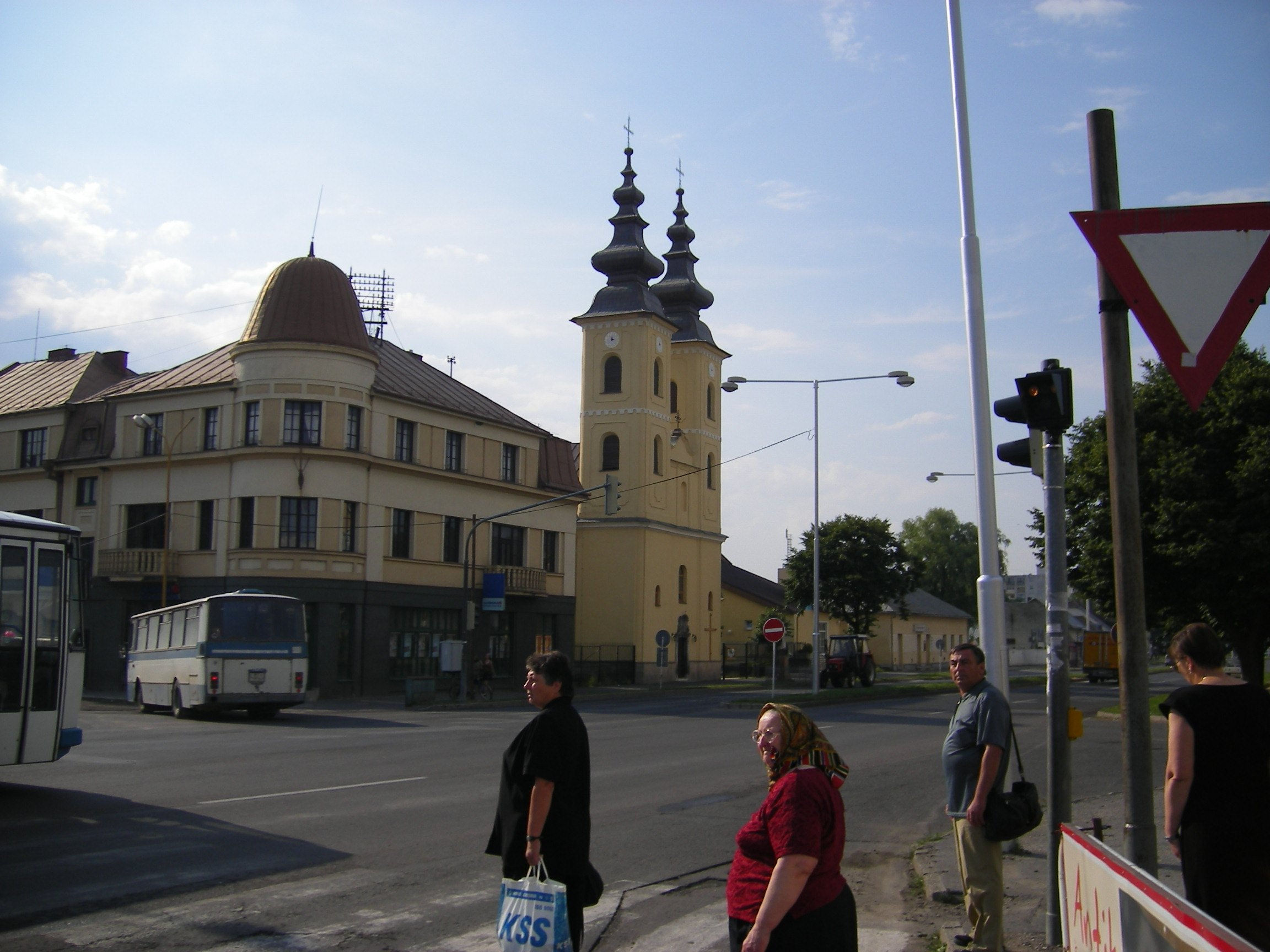
Rooms-Katholieke kerk

Banská Bystrica · Bardejov · Bratislava · Humenné · Komárno · Košice · Levice · Liptovský Mikuláš · Martin · Michalovce · Nitra · Nové Zámky · Poprad · Považská Bystrica · Prešov · Prievidza · Ružomberok · Spišská Nová Ves · Trenčín · Trnava · Žilina · Zvolen